# 韩江家庙
槟榔屿潮州会馆的韩江家庙，是马来西亚槟城乔治市唯一的潮州式寺庙，里头供奉着潮州的守护神、关公、土地公、城隍等。寺庙不仅是槟城潮州人的精神地标，也是乔治市的旅游景点及历史古迹，同时也是东南亚保存得最完整的潮州会馆。

## 历史
2003年9月23日，复耗资150万令吉的修复工程正式动土。2005年4月10日，举行谢土及进殿仪式。
2006年，荣获联合国教科文组织所颁发的 "亚太区文化遗产保护奖"。